# 馬特·特魯維爾
馬特·特魯維爾（英語：Matt Trouville；1986年9月6日—）是一位美國橄欖球運動員，出生在澳大利亞。他是美國國家橄欖球隊的一員，代表美國參加了2015年世界盃橄欖球賽。